# Partido Radical Socialista Obrero
El Partido Radical Socialista Obrero fue un partido político chileno creado en 1939 por elementos seguidores de la figura radical socialista Manuel Hidalgo Plaza, que había sido uno de los fundadores del socialismo por una corriente trotkista.
Este partido participó de las elecciones parlamentarias de 1941, como parte de la Alianza Democrática de Chile. En la oportunidad logró una escasa adhesión ciudadana, logrando 456 votos (0,10 %). 
Terminó su existencia en 1942 al no tener representación parlamentaria. Sus miembros se desmembraron y se unieron al Partido Socialista Auténtico o al Partido Radical Socialista.